# Jacobus, Pennsylvania
Jacobus är en ort i York County i delstaten Pennsylvania. Vid 2010 års folkräkning hade Jacobus 1 841 invånare.